# Minus Verheijen
Dominicus (Minus) Verheijen (Horst, 18 november 1889 - Den Haag, 6 oktober 1955) was een Nederlands gewichtheffer. Hij nam eenmaal deel aan de Olympische Spelen, maar won hierbij geen medailles.
Op de Olympische Zomerspelen 1928 in Amsterdam vertegenwoordigde hij Nederland op 38-jarige leeftijd. Hij kwam uit op het onderdeel gewichtheffen in de klasse zwaargewicht. Hij scoorde 325 kg (drukken: 100 kg, trekken: 90 kg, stoten: 130 kg) en eindigde hiermee op een twaalfde plaats overall.
In zijn actieve tijd was hij aangesloten bij KDO in Den Haag. Hij is de broer van Hendrik Verheijen en Jan Verheijen.